# Campionati mondiali di nuoto in vasca corta 2024 - 50 metri farfalla femminili
La gara dei 50 metri farfalla femminili dei campionati mondiali di nuoto in vasca corta 2024 si è svolta il 10 e l'11 dicembre 2024 presso la Duna Aréna di Budapest.

## Podio
| Pos.    | Atleta             | Nazione     |
| ------- | ------------------ | ----------- |
| Oro     | Gretchen Walsh     | Stati Uniti |
| Argento | Béryl Gastaldello  | Francia     |
| Bronzo  | Alexandria Perkins | Australia   |

## Record
Prima della manifestazione il record del mondo (RM) e il record dei campionati (RC) erano i seguenti.
|  | 24"38 | Therese Alshammar   | 22 novembre 2009 Singapore |
|  | 24"44 | Ranomi Kromowidjojo | 19 dicembre 2021 Abu Dhabi |

Durante la competizione è stato migliorato il seguente record:
|  | 24"02 | Gretchen Walsh |
|  | 23"94 | Gretchen Walsh |

## Programma
| Data             | Ora   | Turno      |
| ---------------- | ----- | ---------- |
| 10 dicembre 2024 | 10:11 | Batterie   |
| 10 dicembre 2024 | 17:43 | Semifinali |
| 10 dicembre 2024 | 19:47 | Spareggio  |
| 11 dicembre 2024 | 18:35 | Finale     |

## Risultati

### Batterie
| Pos. | Batteria | Corsia | Atleta                 | Nazionalità        | Tempo        | Note |
| ---- | -------- | ------ | ---------------------- | ------------------ | ------------ | ---- |
| 1    | 5        | 3      | Gretchen Walsh         | Stati Uniti        | 24"02        | Q    |
| 2    | 4        | 4      | Arina Surkova          | NAB                | 24"78        | Q    |
| 3    | 5        | 5      | Tessa Giele            | Paesi Bassi        | 25"01        | Q    |
| 4    | 5        | 4      | Alexandria Perkins     | Australia          | 25"04        | Q    |
| 5    | 4        | 5      | Sara Junevik           | Svezia             | 25"13        | Q    |
| 6    | 5        | 6      | Silvia Di Pietro       | Italia             | 25"16        | Q    |
| 7    | 6        | 6      | Maaike de Waard        | Paesi Bassi        | 25"33        | Q    |
| 8    | 6        | 4      | Béryl Gastaldello      | Francia            | 25"36        | Q    |
| 9    | 4        | 2      | Helena Gasson          | Nuova Zelanda      | 25"39        | Q    |
| 10   | 6        | 5      | Lily Price             | Australia          | 25"40        | Q    |
| 11   | 4        | 7      | Laura Lahtinen         | Finlandia          | 25"47        | Q    |
| 12   | 4        | 3      | Mélanie Henique        | Francia            | 25"52        | Q    |
| 13   | 6        | 3      | Mizuki Hirai           | Giappone           | 25"59        | Q    |
| 14   | 4        | 1      | Ellen Walshe           | Irlanda            | 25"65        | Q    |
| 15   | 5        | 2      | Daryna Nabojčenko      | Rep. Ceca          | 25"68        | Q    |
| 16   | 6        | 1      | Jenjira Srisa-Ard      | Thailandia         | 25"72        | Q    |
| 17   | 6        | 7      | Jessica Thompson       | Sudafrica          | 25"73        |      |
| 18   | 6        | 2      | Elena Capretta         | Italia             | 25"81        |      |
| 19   | 4        | 9      | Eva Okaro              | Gran Bretagna      | 25"83        |      |
| 19   | 5        | 7      | Chen Luying            | Cina               | 25"83        |      |
| 21   | 6        | 9      | Lora Komoróczy         | Ungheria           | 25"85        |      |
| 22   | 4        | 0      | Tam Hoi Lam            | Hong Kong          | 25"98        |      |
| 23   | 5        | 1      | Hedda Øritsland        | Norvegia           | 26"01        |      |
| 24   | 4        | 6      | Hazel Ouwehand         | Nuova Zelanda      | 26"04        |      |
| 25   | 5        | 0      | Anastasiya Kuliashova  | NAA                | 26"06        |      |
| 25   | 5        | 9      | Sofia Spodarenko       | Kazakistan         | 26"06        |      |
| 27   | 6        | 0      | Paulina Peda           | Polonia            | 26"19        |      |
| 28   | 5        | 8      | Lillian Slusna         | Slovacchia         | 26"23        |      |
| 29   | 3        | 7      | Ingrid Wilm            | Canada             | 26"36        |      |
| 30   | 3        | 4      | Kalia Antoniou         | Cipro              | 26"44        |      |
| 31   | 6        | 8      | Jeong Soeun            | Corea del Sud      | 26"46        |      |
| 32   | 3        | 8      | Smilte Plytnykaite     | Lituania           | 26"74        |      |
| 33   | 3        | 3      | Nicholle Toh           | Singapore          | 26"79        |      |
| 34   | 3        | 6      | Jessica Calderbank     | Giamaica           | 26"97        |      |
| 35   | 3        | 5      | Mariangela Boitšuk     | Estonia            | 27"09        |      |
| 36   | 3        | 0      | Paige Schendelaar-Kemp | Samoa              | 27"20        |      |
| 37   | 2        | 4      | María Schutzmeier      | Nicaragua          | 27"24        |      |
| 38   | 3        | 2      | Jóhanna Guðmundsdóttir | Islanda            | 27"30        |      |
| 39   | 3        | 9      | I.B.P. Thorpe          | Kenya              | 27"54        |      |
| 40   | 3        | 1      | Amel Melih             | Algeria            | 27"57        |      |
| 41   | 2        | 3      | Elizaveta Pecherskikh  | Kirghizistan       | 27"80        |      |
| 42   | 1        | 6      | Kim Sol Song           | Corea del Nord     | 27"82        |      |
| 43   | 2        | 7      | Aleka Persaud          | Guyana             | 28"34        |      |
| 44   | 1        | 5      | Timipame-Ere Akiayefa  | Nigeria            | 28"35        |      |
| 45   | 2        | 2      | Victoria Russell       | Bahamas            | 28"72        |      |
| 46   | 2        | 6      | Kyra Dalilah De Cuba   | Curaçao            | 28"86        |      |
| 47   | 2        | 5      | Lia Lima               | Angola             | 28"88        |      |
| 48   | 2        | 1      | Jhnayali Tokome-Garap  | Papua Nuova Guinea | 28"95        |      |
| 49   | 2        | 0      | Meral Ayn Latheef      | Maldive            | 31"88        |      |
| 50   | 1        | 3      | Mona Alfarsi           | Kuwait             | 33"08        |      |
| 51   | 2        | 8      | Tayamika Changanamuno  | Malawi             | 33"91        |      |
| 52   | 1        | 7      | K.M.T. Ibrahim         | Comore             | 35"02        |      |
| 53   | 2        | 9      | Lina Alemayehu Selo    | Etiopia            | 35"84        |      |
| 54   | 1        | 4      | Leena Mohamedahmed     | Sudan              | 35"94        |      |
| 55   | 1        | 2      | Hazel Alamy            | Sierra Leone       | 45"09        |      |
| DSQ  | 4        | 8      | Jana Pavalić           | Croazia            | Squalificata |      |

### Semifinali
| Pos. | Batteria | Corsia | Atleta             | Nazionalità   | Tempo | Note |
| ---- | -------- | ------ | ------------------ | ------------- | ----- | ---- |
| 1    | 2        | 4      | Gretchen Walsh     | Stati Uniti   | 23"94 | Q    |
| 2    | 1        | 6      | Béryl Gastaldello  | Francia       | 24"67 | Q    |
| 3    | 2        | 5      | Tessa Giele        | Paesi Bassi   | 24"68 | Q    |
| 4    | 1        | 4      | Arina Surkova      | NAB           | 24"71 | Q    |
| 5    | 2        | 6      | Maaike de Waard    | Paesi Bassi   | 24"76 | Q    |
| 6    | 1        | 5      | Alexandria Perkins | Australia     | 24"89 | Q    |
| 7    | 1        | 7      | Mélanie Henique    | Francia       | 24"93 | Q    |
| 8    | 1        | 2      | Lily Price         | Australia     | 25"13 | SO   |
| 8    | 1        | 3      | Silvia Di Pietro   | Italia        | 25"13 | SO   |
| 10   | 2        | 3      | Sara Junevik       | Svezia        | 25"14 |      |
| 11   | 2        | 2      | Helena Gasson      | Nuova Zelanda | 25"24 |      |
| 12   | 1        | 8      | Jenjira Srisa-Ard  | Thailandia    | 25"26 |      |
| 13   | 2        | 1      | Mizuki Hirai       | Giappone      | 25"27 |      |
| 14   | 1        | 1      | Ellen Walshe       | Irlanda       | 25"45 |      |
| 15   | 2        | 7      | Laura Lahtinen     | Finlandia     | 25"59 |      |
| 16   | 2        | 8      | Daryna Nabojčenko  | Rep. Ceca     | 25"78 |      |

### Spareggio
| Pos. | Corsia | Atleta           | Nazionalità | Tempo | Note |
| ---- | ------ | ---------------- | ----------- | ----- | ---- |
| 1    | 4      | Lily Price       | Australia   | 25"07 | Q    |
| 2    | 5      | Silvia Di Pietro | Italia      | 25"26 |      |

### Finale
| Pos.    | Corsia | Atleta             | Nazionalità | Tempo | Note |
| ------- | ------ | ------------------ | ----------- | ----- | ---- |
| Oro     | 4      | Gretchen Walsh     | Stati Uniti | 24"01 |      |
| Argento | 5      | Béryl Gastaldello  | Francia     | 24"43 |      |
| Bronzo  | 7      | Alexandria Perkins | Australia   | 24"68 |      |
| 4       | 6      | Arina Surkova      | NAB         | 24"84 |      |
| 5       | 3      | Tessa Giele        | Paesi Bassi | 24"87 |      |
| 6       | 1      | Mélanie Henique    | Francia     | 24"89 |      |
| 7       | 2      | Maaike de Waard    | Paesi Bassi | 24"98 |      |
| 8       | 8      | Lily Price         | Australia   | 25"06 |      |